# لونه شرفی
لون شِـرفیگ (دانمارکی: Lone Scherfig؛ زادهٔ ۲ مه ۱۹۵۹) کارگردان و فیلم‌نامه‌نویس اهل دانمارک است. فیلمِ درس‌آموزی به کارگردانی او در سال ۲۰۱۰ توانست برای گرفتنِ جایزه‌های اسکار، گلدن گلوب و بفتا نامزد شود.
از دیگر فیلم‌های او می‌توان به ویلبر می‌خواهد خودش را بکشد و یک روز و بهترین آنها  اشاره کرد.